# Beata Kaszuba
Beata Kaszuba (ur. 26 maja 1972) – polska pływaczka, mistrzyni i reprezentantka Polski, nieoficjalna rekordzistka świata na 100 i 200 jardów stylem klasycznym na krótkim basenie.

## Kariera sportowa
Była zawodniczką Warty Poznań. W 1987 zdobyła brązowy medal mistrzostw Europy juniorów na 200 m stylem klasycznym. Na mistrzostwach Europy seniorek w 1989 zajęła 7. miejsce na tym samym dystansie, z czasem 2:34.09
Na mistrzostwach Polski seniorek na basenie 50-metrowym w 1989 zdobyła mistrzostwo Polski na 200 m stylem klasycznym, wicemistrzostwo Polski na 100 m stylem klasycznym i brązowy medal na 400 m stylem zmiennym. W 1994 została wicemistrzynią Polski na 100 m stylem klasycznym (na basenie 50-metrowym). W latach 90. wyjechała do USA, była zawodniczką Arizona State University
(studia ukończyła w 1996). Trzykrotnie zwyciężała na akademickich mistrzostwach USA: w 1994 i 1995 na 100 y stylem klasycznym, w 1995 na 200 y stylem klasycznym. Jako pierwsza pływaczka w historii przepłynęła dystans 100 y stylem klasycznym na krótkim basenie poniżej 1 minuty (59.71 w czasie zwycięskich mistrzostw NCAA w 1995) oraz 200 y stylem klasycznym na krótkim basenie poniżej 2 minut i 10 sekund (2:09.71 podczas zwycięskich mistrzostw NCAA w 1995).